# ガイウス・カッシウス・ロンギヌス (紀元前73年の執政官)
ガイウス・カッシウス・ロンギヌス（ラテン語: Gaius Cassius Longinus、-紀元前43年？）は紀元前1世紀初期・中期の共和政ローマの政治家・軍人。紀元前73年に執政官（コンスル）を務めた。

## 出自
ロンギヌスはプレブス（平民）であるカッシウス氏族の出身。共和政初期にカッシウス氏族から執政官が出ているが、これらはパトリキ（貴族）系である。プレブス系カッシウス氏族が歴史に登場するのは第一次ポエニ戦争の頃で、その後共和政後期になると、氏族の中から重要な公職に就任するものが出てきた。紀元前171年の執政官ガイウス・カッシウス・ロンギヌス が氏族としては最初の執政官であり、ロンギヌスというコグノーメン（第三名、個人名）が確認できる最初の人物でもある。
カピトリヌスのファスティによると、ロンギヌスの父のプラエノーメン（第一名、個人名）はルキウス、祖父は不明である。おそらく、父は紀元前107年の執政官でヘルウェティイ族との戦いで戦死したルキウス・カッシウス・ロンギヌスと思われる。

## 経歴
ロンギヌスは紀元前83年頃に、造幣官として政治歴を開始した。執政官就任年とコルネリウス法の規定から逆算して、ロンギヌスは遅くとも紀元前76年にはプラエトル（法務官）を務めたはずである。紀元前73年には執政官に就任する。同僚執政官は同じくプレブスのマルクス・テレンティウス・ウァッロ・ルクッルスであった。
両執政官は穀物の公共調達と低所得者への値下げ販売に関する法律（テレンティウス・カッシウス法）を制定した。年末には翌年の管轄地域を決め、ロンギヌスはガリア・キサルピナを、ウァッロ・ルクッルスはマケドニアを担当することとなった。翌年もプロコンスル（前執政官）としてガリア・キサルピナ属州総督を務めた。そこでロンギヌスは深刻な軍事的脅威に直面した。元剣闘士であったスパルタクスが南イタリアで反乱を起こし（第三次奴隷戦争）、紀元前72年夏には、大規模な反乱軍がエミリア街道を通ってポー平原に侵入してきた。ロンギヌスはムティナで2個ローマ軍団を率いて反乱軍の進路を塞いだが、敗北した。プルタルコスによると、ロンギヌスは「完敗し、多大な人的損害をこうむり、自分自身が脱出するのがやっとであった」。オロシウスはこの戦いでロンギヌスが戦死したとしているが、これは明らかに間違いである。この勝利の結果、スパルタクスはガリア・キサルピナの支配権を確立し、そこで彼の軍隊を補充し、新兵を訓練し、イタリアに戻った。
紀元前70年、ロンギヌスはガイウス・ウェッレスの裁判に証人としてたった。紀元前66年には、護民官ガイウス・マニリウスが提出した、
ポンペイウスに第三次ミトリダテス戦争の指揮権を与えるという法案を支持した。おそらく、ロンギヌス関する最後の記録は紀元前43年のものである。アッピアノスが執政官経験者のウァルスがミントゥルノで殺害されたとするが、歴史学者の中には、これがロンギヌスと考えるものもいる。

## 家族
カエサル暗殺犯の一人であるガイウス・カッシウス・ロンギヌスは息子の可能性がある。また紀元前49年の護民官クィントゥス・カッシウス・ロンギヌスも息子の可能性がある。

## 参考資料

### 古代の資料
- アッピアノス『ローマ史』
- カピトリヌスのファスティ
- オロシウス『異教徒に反論する歴史』
- プルタルコス『対比列伝』

### 研究書
- Goroncharovsky V. Spartak War. - SPb. : Petersburg Oriental Studies, 2011 .-- 176 p.
- Broughton R. Magistrates of the Roman Republic. - New York, 1952. - Vol. II. - P. 558.
- Münzer F. Cassius // Paulys Realencyclopädie der classischen Altertumswissenschaft . - 1899. - Bd. IV, 1. - S. 1678.
- Münzer F. Cassius 58 // Paulys Realencyclopädie der classischen Altertumswissenschaft . - 1899. - Bd. IV, 1. - S. 1727.
- Sumner G. Orators in Cicero's Brutus: prosopography and chronology. - Toronto: University of Toronto Press, 1973 .-- 197 p. - ISBN 9780802052810.